# Mimetes arboreus
Mimetes arboreus är en tvåhjärtbladig växtart som beskrevs av Rourke. Mimetes arboreus ingår i släktet Mimetes och familjen Proteaceae. Inga underarter finns listade i Catalogue of Life.